# Pella (municipio)
Pella, o Pela en castellano, (griego: Πέλλα) es un municipio de la República Helénica perteneciente a la unidad periférica de Pela de la periferia de Macedonia Central. La capital municipal es Giannitsá.
Recibe su nombre por hallarse en su término municipal la antigua ciudad de Pela, capital del antiguo reino de Macedonia y lugar de nacimiento de Alejandro Magno. Aunque el municipio comparte nombre con la unidad periférica, no es su capital, ya que la capital de la unidad periférica de Pela es Édessa.
El municipio se formó en 2011 mediante la fusión de los antiguos municipios de Giannitsá (la actual capital municipal), Krya Vrysi, Cirro, Megas Alexandros y Pela, que pasaron a ser unidades municipales. El municipio tiene un área de 669,2 km².
En 2011 el municipio tiene 63 122 habitantes, de los cuales 33 775 viven en la unidad municipal de Giannitsá.
Se ubica en la parte más oriental de la unidad periférica, a medio camino entre Édessa y Tesalónica por la carretera 2.